# The Champs
The Champs – amerykański zespół grający rock and roll i rock latynoski.
Zespół jest znany przede wszystkim z utworu Tequila, który 28 marca 1958 roku osiągnął 1. miejsce na liście Billboard Hot 100 w Stanach Zjednoczonych. Utwór nagrano w grudniu 1957 roku, zaś wydano niespełna miesiąc później. Motyw muzyczny utworu był wielokrotnie coverowany, zaś samą piosenkę wykorzystano w wielu filmach, m.in. w Pee Wee's Big Adventure w reżyserii Tima Burtona.
Za utwór Tequila zespół został nagrodzony nagrodą Grammy w kategorii Najlepszy Utwór R&B w 1959 roku.
Ostatni koncert zespołu odbył się w 1965 roku.

## Single
Oprócz Tequili, która była pierwszym wydanym singlem zespołu, wydali jeszcze następujące:
| Rok  | Tytuł                | Pozycja | Pozycja | Pozycja |
| Rok  | Tytuł                | USA     | US R&B  | UK      |
| ---- | -------------------- | ------- | ------- | ------- |
| 1958 | „Tequila”            | 1       | 1       | 5       |
| 1958 | „El Rancho Rock”     | 30      | 10      | –       |
| 1958 | „Chariot Rock”       | 59      | –       | –       |
| 1958 | „Midnighter”         | 94      | –       | –       |
| 1960 | „Too Much Tequila”   | 30      | –       | 49      |
| 1960 | „The Little Matador” | –       | –       | –       |
| 1962 | „Tequila Twist”      | 99      | –       | –       |
| 1962 | „Limbo Rock”         | 40      | –       | –       |
| 1962 | „Limbo Dance”        | 97      | –       | –       |
| 1987 | „Tequila”            | –       | –       | 82      |

## Członkowie
- Chuck Rio – właściwie Danny Flores, lider i saksofonista zespołu, autor tekstów.
- Dave Burgess – gitarzysta.
- Dale Norris – gitarzysta, klawisze.
- Bobby Morris – gitara basowa.
- Dean McDaniel – gitara basowa.
- Gen Alden – perkusista.
- Paul C Saenz – gitarzysta.
- Benjamin Van Norman – gitara basowa. Zmarł w 1958 roku w wyniku wypadku drogowego.

W późniejszym czasie występowali również z muzykami takimi jak: Glen Campbell, Jerry Cole, Seals and Crofts, Paul C. Saenz.